# 马明 (南朝)
马明（？—557年），字世朗，南朝梁、南朝陈盱眙郡（辖境今江苏省盱眙市）人。
马明开始担任南梁鄱阳王萧范部将。侯景之乱，马明在庐江起兵，梁元帝授马明为散骑常侍、北兖州刺史，领庐江郡太守。荆州被西魏攻陷，梁元帝被杀，马明归附陈霸先。梁敬帝绍泰年间，恢复官位，以功封西华县侯。557年（陈武帝永定元年、梁敬帝太平二年），随周文育西征王琳，于沌口力战而战死。